# Fort Denison

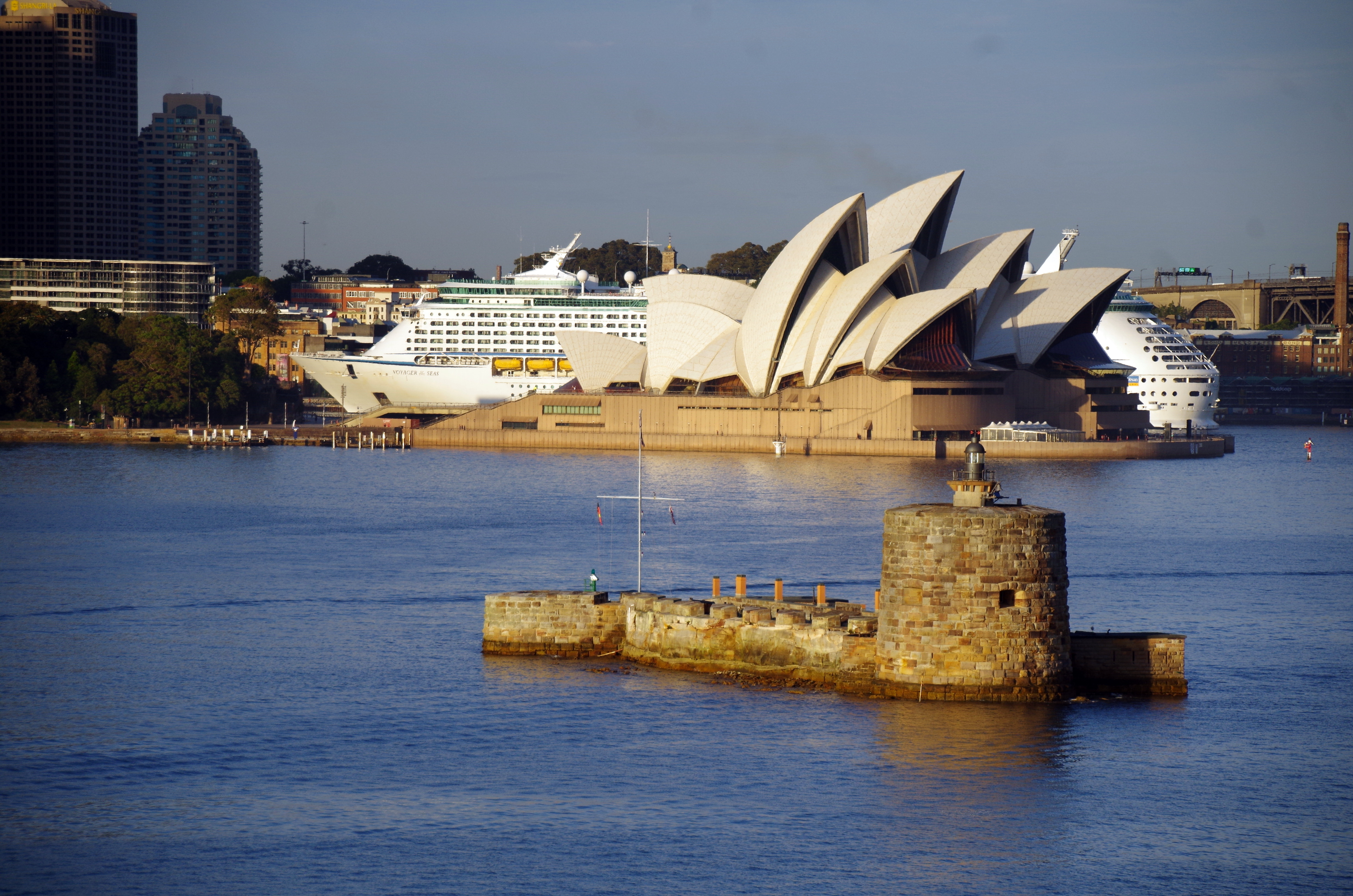
Vue du Fort Denison, avec l'Opéra de Sydney en second plan.

Fort Denison est une petite île à Port Jackson, le port de Sydney en Nouvelle-Galles du Sud, en Australie.

## Tour Martello

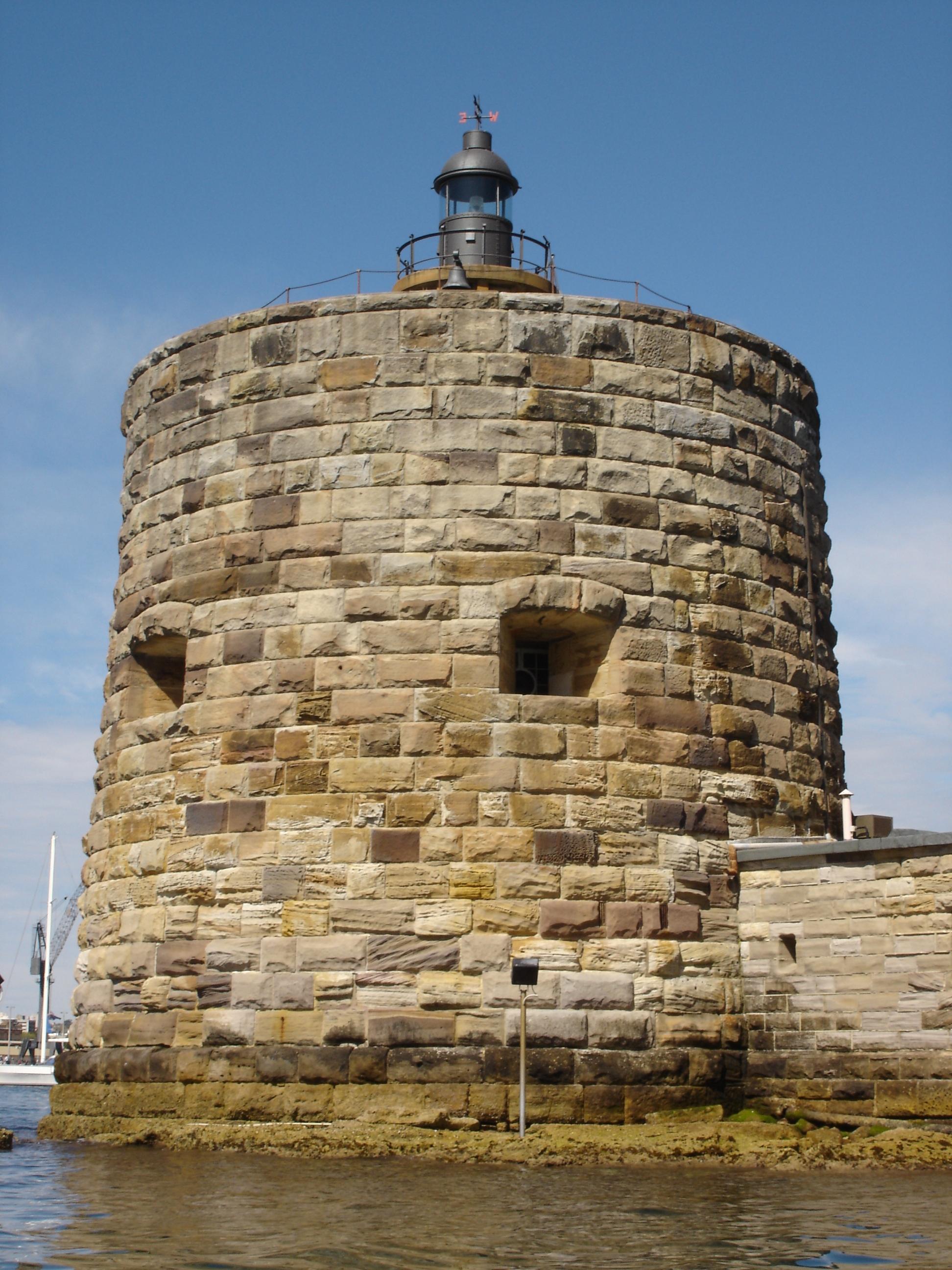
Tour Martello à Fort Denison, dans le port de Sydney.

Il s'agit de la dernière tour Martello construite dans l'empire britannique. C'est la seule tour Martello érigée en Australie. Elle a été construite pour protéger Sydney contre la menace d'une attaque navale russe pendant la guerre de Crimée des années 1850. 
La tour fut érigée sous William Denison (1804-1871), douzième gouverneur de Nouvelle-Galles du Sud.
Bien préservée, elle est maintenant une attraction touristique très populaire.
La tour héberge un phare (phare du fort Denison) mis en service en 1913.